# Cybin
Cybin IRL是一家加拿大制药公司，专攻迷幻药物的开发。

## 产品
- 赛洛西宾（CYB001）
- CYB003
- CYB004
- CYB210010